# Khosrô Malek
Pour les articles homonymes, voir Khosrô.
Khosrô Malek (خسروملک en persan) est le dernier sultan de la dynastie ghaznévide. Il règne de 1160 à 1186 sur un domaine réduit au Pendjab, avec la ville de Lahore pour capitale.

## Biographie
Khosrô Malek est le fils de Khosrô Chah, sultan ghaznévide de 1157 à 1160. Vers 1160, soit sous le règne de son père, soit au tout début du sien, une bande de Turcs Oghouzes s'empare de la ville de Ghazni, la capitale historique des Ghaznévides, contraignant Khosrô Malek à fuir vers l'est pour se retrancher à Lahore, dans le Pendjab.
Durant son règne, Khosrô Malek se livre à de nombreuses incursions dans les domaines des princes hindous de l'Inde du Nord. Il parvient à étendre son autorité jusqu'aux piémonts du sud du Cachemire. Ses exploits militaires sont célébrés par les poètes qui vivent à sa cour et dont des citations des œuvres sont préservées par le chroniqueur ultérieur Mohammed Awfi (en). Fakhr-i Mudabbir (en) loue son adresse à l'arc et à la hache de guerre.
Les Oghouzes sont chassés de Ghazni par les frères Ghiyâs ud-Dîn Muhammad (en) et Muizz ud-Dîn Muhammad en 1173, ce qui met les Ghorides directement en contact avec les Ghaznévides de Khosrô Malek. Cinq ans plus tard, en 1178, Muizz ud-Dîn franchit la passe de Gomal (en) à la tête d'une armée et ravage les villes de Multan et d'Uch. Il s'empare de Peshawar en 1179 ou 1180, et Khosrô Malek doit lui verser tribut et lui remettre son fils en otage pour l'éloigner de Lahore l'année suivante.
Allié aux rajah de Jammu Chakradeva, puis Vijayadeva, Muizz ud-Dîn envahit à nouveau le Pendjab en 1186 et prend le contrôle de Lahore, mettant un terme à la dynastie ghaznévide. Khosrô Malek et son fils Bahram Chah sont capturés et emprisonnés, le premier à Balarwan dans le Gharchistan (en), le second à Saifrud dans le Ghor. Tous deux sont mis à mort en 1191.